# George Smathers

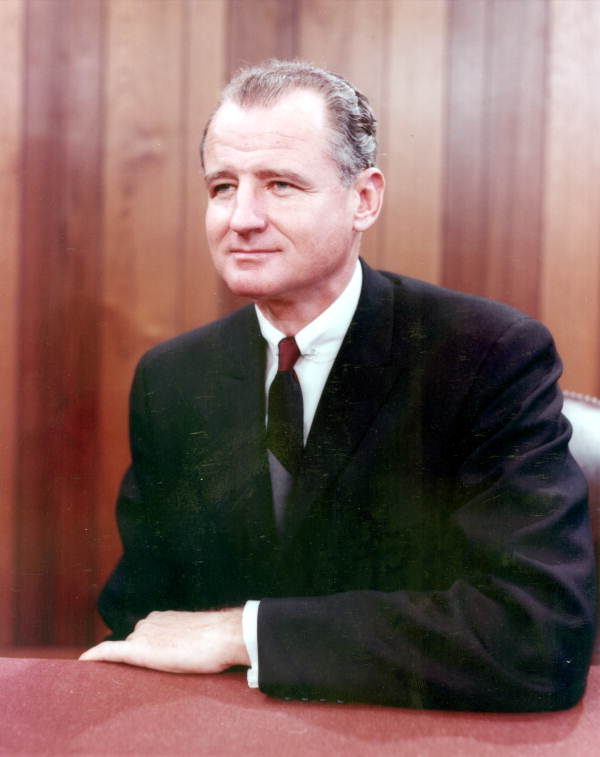
George Smathers (1963)

George Armistead Smathers (* 14. November 1913 in Atlantic City, New Jersey; † 20. Januar 2007 in Miami Beach, Florida) war ein US-amerikanischer Politiker der Demokratischen Partei. Zweimal – 1946 und 1948 – wurde er als Abgeordneter der Demokratischen Partei für den 4. Wahlbezirk Floridas, Miami-Dade County, ins Repräsentantenhaus des Kongresses gewählt. Nach seinem Sieg bei der Senatswahl 1950 über Claude Pepper – der Wahlkampf gilt als einer der schmutzigsten überhaupt – vertrat er den Bundesstaat Florida im Senat der Vereinigten Staaten bis zu seinem Rückzug aus der Politik 1969 (82. bis 90. Kongress). Im Senat engagierte er sich für die Interessen der konservativen Bevölkerung und setzte sich dagegen ein, Afroamerikanern die ihnen nach der amerikanischen Verfassung zustehenden Bürgerrechte zu gewähren.

## Frühe Jahre
George Armistead Smathers wurde als Sohn des Bundesrichters Frank Smathers und dessen Frau Laura F. Smathers, geborene Jones, 1913 in Atlantic City, New Jersey geboren. Seine Mutter war eine Tochter von S.A. „Colonel“ Jones, dem Gründer der Tampa Times und der First Methodist Church in Bartow (Florida). Sein Onkel William Smathers vertrat den Bundesstaat New Jersey von 1937 bis 1943 im US-Senat. Smathers wuchs mit seinem Bruder Frank (* 17. Juli 1909) und seinen Schwestern Virginia (* 10. Juni 1912) und Laura (* 7. März 1920; † 2. Oktober 1930) auf. Im Januar 1920, Smathers war gerade sechs Jahre alt, zog seine Familie nach Miami, wo sein Vater mit Partnern eine Anwaltskanzlei (Smathers, Clutson, Huck) eröffnete. Smathers ging zunächst zur Buena Vista Elementary School; es folgten die Robert E. Lee Junior- und die Miami Senior High School im Miami-Dade County.

### Ausbildung
Nach der Schulausbildung nahm er ein Jura-Studium an der University of Florida in Gainesville auf. Als Student engagierte er sich in verschiedenen studentischen Vereinigungen und war auch Kapitän der universitären Basketballmannschaft. Im Jahr 1936 schloss Smathers das Jurastudium ab, erlangte im Anschluss daran den Bachelor of Laws (LLB) und wurde 1938 als Rechtsanwalt zugelassen. Er kehrte nach Miami zurück und arbeitete zunächst in der Anwaltskanzlei seines Vaters, bis er 1940 zum Assistenten des Bezirksstaatsanwalts berufen wurde. Diesen Posten behielt er zwei Jahre lang bis 1942.

### Familiengründung
Im Sommer 1938 lernte er Rosemary Townley, eine reiche Erbin einer alteingesessenen Familie Floridas († 2002), kennen und heiratete sie am 10. März 1939. Das Paar bekam zwei Söhne: John Townley (Smathers) (* 6. Oktober 1941) und Bruce Armistead (Smathers) (* 1943). Die Ehe der beiden wurde im Jahr 1972 geschieden.

### Beruflicher Aufstieg
Für Smathers war die Arbeit bei der Bezirksanwaltschaft die Gelegenheit, sich durch spektakuläre Gerichtsverfahren ins Rampenlicht der Öffentlichkeit zu rücken. Der erste Fall, den er nutzte, um seinen Bekanntheitsgrad zu steigern, war das Verfahren gegen Alice Reid Griffin, die in Key West wegen „weißer Sklaverei“ angeklagt war, weil sie angeblich zwei junge Mädchen illegal von Georgia nach Florida eingeschleust hatte, um sie dann im Alice Reid House in Key West zu „immoral activities“ („für unmoralische Zwecke“) veranlasst zu haben. Alice Reid Griffin wurde von Bart Riley, einem angesehenen Mitglied der Anwaltskammer, verteidigt. Riley forderte Freispruch für die Angeklagte. Smathers erreichte, dass Alice Reid Griffin vom Gericht zu einer dreijährigen Gefängnisstrafe verurteilt wurde. Dies war negativ für Alice Reid Griffin, aber positiv für George Smathers’ Publicity.

Einen ähnlich gelagerten Fall wusste Smathers dann erneut für sich zu nutzen, um sich der Öffentlichkeit als „hart durchgreifenden Saubermann“ zu präsentieren.

Al und Evelyn Youst wurden im Jahre 1941 angeklagt, weil sie angeblich mehrere minderjährige Mädchen illegal von Tennessee und Georgia „for immoral purposes“ in Al Yousts La Paloma-Nightclub in Miami gebracht hatten. Die Zeitungen spekulierten erwartungsgemäß eifrig über die „conditions of debauchery“ („Ausmaß der Ausschweifungen“) und verschafften Ankläger Smathers das gewünschte Forum, die angestrebten Schlagzeilen. Obwohl Evelyn Youst beteuerte, dass sie „just a country girl“ sei und ihre Tätigkeit im La Paloma-Nightclub lediglich in einer Art „muscle dance“ bestanden habe, der als Kunst zu verstehen sei („It’s art“), erreichte Anklagevertreter Smathers, dass Al und Evelyn Youst 1941 wegen „transport minors across state lines into immoral conditions“ („Einschleusung Minderjähriger über Bundesstaatsgrenzen hinweg in unmoralische Verhältnisse“) verurteilt wurden.
Spätestens mit diesem Fall hatte Smathers erreicht, dass das Büro des Bezirksstaatsanwalts, in dem er arbeitete – und damit natürlich auch er selbst – von der konservativen Bevölkerung als „embodiment of the cause of decency“ („Verkörperung des Anstands“)(Miami Herald, 25. Juli 1941) betrachtet wurde.

### Einsatz im Zweiten Weltkrieg
Nach dem Eintritt der USA in den Zweiten Weltkrieg im Dezember 1941 meldete sich Smathers im Mai 1942 freiwillig zum Dienst im United States Marine Corps. Nach der Grundausbildung in Parris Island (South Carolina) beim US-Marine Corps Recruit Depot und der Offiziersausbildung in Quantico bekam er als Anwalt der US Navy zunächst einen Schreibtischjob. Im November 1943 erfolgte dann doch noch sein Fronteinsatz im Südpazifik im Krieg gegen Japan und er nahm als Mitglied der Bomberstaffel Marine Bombing Squadron 413 an den Kämpfen um Bougainville und den Admiralitäts-Inseln von der Luft aus teil. Das heißt, er versah seinen Dienst am Boden, als „third command of the airfield“. Smathers selbst beschrieb seine Tätigkeit so: „...in charge of all the security on the ground for these various operations.“ (United States Senate / Oral History Projekt / Interviews mit George Smathers).
Ende 1944 war bereits absehbar, dass die Niederwerfung Japans nur noch eine Frage der Zeit sein würde. Gleichzeitig wurde aber auch deutlich, dass die Auseinandersetzungen umso erbitterter und damit verlustreicher werden würden, je näher die amerikanischen Streitkräfte an das japanische Kernland heranrückten – wie die Kämpfe um Iwojima (Februar/März 1945) und Okinawa (April 1945) dann auch bewiesen. Obwohl Smathers – nach eigenem Bekunden in verschiedenen Interviews – alles nur Erdenkliche dafür getan hatte, um an vorderster Front eingesetzt zu werden und ungehalten wurde („I began to get very impatient.“), begann er seltsamerweise genau zu dem Zeitpunkt, als er der Erfüllung seines so dringlichen Wunsches ganz nahe war, einflussreiche Bekannte in Florida anzuschreiben und sie zu bitten, sich für seine Entlassung aus der Armee einzusetzen. Unter anderem schrieb er an die beiden amtierenden Senatoren Floridas, Claude Pepper und Spessard Holland. Doch erst ein Schreiben an den Generalstaatsanwalt Tom C. Clark hatte den gewünschten Erfolg. Nach den Worten Smathers’ war es Clark, der seinen Einfluss geltend machte und dafür sorgte, dass Smathers – nach einem kurzen Zwischenaufenthalt in Washington, D.C. – Anfang 1945 nach Florida heimkehren konnte. Die bedingungslose Kapitulation Japans erfolgte am 9. September 1945. Für George Smathers war der Krieg jedoch bereits im Anfang 1945 beendet. „So that was my war story.“ (Smathers) Er beendete seinen aktiven Dienst bei den US-Streitkräften im Dienstrang eines Captains (Hauptmanns). Erst später, als er bereits Kongressabgeordneter und dann später Senator war, wurde er bis zum Lieutenant Colonel befördert.

## Politische Karriere

### Kongressabgeordneter

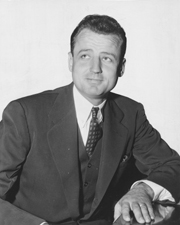
George Smathers

Nach seiner Entlassung aus der Armee ging er nach Miami zurück und bekam im August 1945 eine Anstellung beim Generalstaatsanwalt Tom C. Clark. Doch schon wenig später entschied er sich, in die Politik zu wechseln. Er liebäugelte mit einem Senatssitz, erkannte jedoch ganz realistisch, dass die beiden zu dieser Zeit amtierenden Senatoren Floridas, Claude Pepper und Spessard Holland, für ihn als Newcomer „praktisch nicht zu schlagen waren“. Daher entschloss er sich als ersten Schritt einen Abgeordnetensitz im Repräsentantenhaus für den vierten Distrikt Floridas (Miami-Dade County) in der am 5. November 1946 anstehenden Wahl zu erobern. Zunächst musste er in der Primary der Demokratischen Partei gegen den renommierten Pat Cannon gewinnen. Cannon war bis dahin insgesamt viermal für das Miami-Dade County in den Kongress gewählt worden (76. bis 79. Kongress / 3. Januar 1939 – 3. Januar 1947).
Smathers vertraute auf das Renommee seiner eigenen Familie, der Familie seiner Frau, auf seine zahlreichen Bekanntschaften, Freundschaften – insbesondere aus seiner Studentenzeit („I know them and they know me.“) – sowie seine umfangreichen beruflichen Kontakte. Er sicherte sich zudem noch die Unterstützung von John S. Knight, dem einflussreichen Herausgeber des Miami Herald und Chicago Daily News, der zugleich Präsident der American Society of Newspaper Editors war, auch der von Philip Graham, der gemeinsam mit ihm studiert hatte und mittlerweile Herausgeber der Washington Post war.
Das Management seiner Wahlkampagne übertrug er dem organisatorisch versierten Richard Danner vom FBI, mit dem er schon während seiner Zeit beim Bezirksstaatsanwalt eng zusammengearbeitet hatte. Sein Wahlkampfteam bestand aus einer handverlesenen Schar von Freunden, die er bereits aus Kindertagen, seiner Studentenzeit, oder aus seiner Zeit bei der US-Army kannte. Das Team wurde schon bald von seinem Gegner Cannon mit dem Titel „Smathers’ Goon Squad“ („Smathers’ Schläger-Truppe“) belegt. Zentrale Figur dieser „Goon squad“ war ein Jugendfreund Smathers, Charles Gregory "Bebe" Rebozo. Rebozo, Sohn kubanischer Immigranten war ein Geschäftsmann in Florida, der mit verschiedenen Geschäften, so einer Wäschereikette und anderen Geschäften, zu Geld kam. Als ersten „Einstieg“ in den Wahlkampf ließ Smathers sich vom Generalstaatsanwalt die Anklagevertretung eines Gerichtsverfahrens gegen John Henry Colt zuweisen. Es ging um Korruption und es war so gut wie sicher, dass der „junge, gutaussehende, untadelige Ex-Marine-Corps-Offizier“ Smathers im Rampenlicht der Öffentlichkeit stehen würde.
Smathers ließ Cannons Abstimmungsverhalten in der vorausgegangenen Legislaturperiode anhand der Protokolle des Kongresses unter die Lupe nehmen, um in seinen Wahlkampfreden wieder und wieder hervorheben zu können, dass in den Protokollen des Jahres 1945 bei 75 Abstimmungen im Kongress 37 mal „Cannon absent“ („Cannon abwesend“) vermerkt worden war, somit sein Gegner seine Pflichten als Abgeordneter sträflich vernachlässigt, die Interessen Floridas nicht hinreichend vertreten habe:
„It looks as though he thinks he can build houses by being away from the job half the time when he should be working…“
(dt.: „Es sieht so aus, als ob er der Meinung ist, er könne Häuser bauen, auch wenn er die Hälfte der Zeit, in der er eigentlich arbeiten sollte, überhaupt nicht anwesend ist…“)
Er versicherte den Zuhörern, seine gesamte Arbeitskraft ausschließlich dem neuen Abgeordnetenposten zu widmen, und forderte sie auf:
„...give Pat Cannon a chance to devote his full time to the thing which he seems best at – being absent.“
(dt. „...gebt Pat Cannon die Chance sich vollständig der Tätigkeit zu widmen, die er scheinbar am besten kann – abwesend sein.“)
Industriellen Kreisen empfahl er sich, indem er die im Rahmen des New Deal durchgeführten Wirtschafts- und Sozialreformen, als Knebelung der Wirtschaft geißelte und versprach sich im Falle seiner Wahl für eine umfassende Lockerung dieser angeblichen „Überregulierung“ einzusetzen.
Angesichts der zunehmenden Konfrontation zwischen den USA und ihrem einstigen Alliierten, der Sowjetunion, die auf den so genannten „Kalten Krieg“ zusteuerte, trat er für ein energisches, hartes Vorgehen der USA gegen die Ausdehnung des sowjetischen Machtbereichs ein.
Während des Wahlkampfs hatte Winston Churchill Florida besucht und am 5. März 1946 in seiner berühmten iron-curtain-Rede in Fulton, Missouri vor der Ausbreitung des sowjetischen Einflusses gewarnt. Smathers teilte Churchills Ansichten nicht nur, sondern – wie sein Biograf Brian L. Crispell bemerkt – „He embraced“ („Er umarmte“) sie. Es war eine Position, von der er durch und durch überzeugt war und während seiner gesamten politischen Laufbahn beibehielt.
Am Ende konnte Smathers Pat Cannon mit 41.963 zu 19.628 Stimmen schlagen. Der Wahlkampf gegen seinen republikanischen Gegner Norman Curtis am 5. November 1946 war dann nur mehr eine Formsache und Smathers konnte als frischgewählter Abgeordneter in den 80. Kongress (1947–1948) einziehen. Auch bei der dann folgenden Wahl zum 81. Kongress (1949–1950) am 2. November 1948 war er erfolgreich und besiegte seinen republikanischen Gegner J.L. Wambaugh eindrucksvoll, indem er 81 Prozent der abgegebenen Stimmen auf sich vereinigen konnte. Im Kongress begegnete Smathers Richard Nixon und John F. Kennedy, beide zu dieser Zeit ebenfalls noch Mitglieder des Repräsentantenhauses. Zwischen Smathers und Kennedy entwickelte sich schon bald eine enge Freundschaft, denn außer ihren nebeneinander liegenden Arbeitsräumen hatten sie auch sonst viel Gemeinsames: Kriegserlebnisse, Leidenschaft für Golf – und Frauen. Smathers als auch Kennedy gehörten dem Foreign Affairs Committee (Ausschuss für Auswärtige Angelegenheiten) an und unternahmen in dieser Zeit mehrere gemeinsame Reisen nach Europa und Kuba. Aber auch zu Nixon entwickelte sich eine Beziehung. Als dieser 1950 Smathers um Rat fragte, wo er sich erholen könne, empfahl er ihm Key Biscayne in Florida. Dort lernte Nixon Rebozo kennen, der einer seiner engsten Freunde wurde. Rebozo wurde später in den Watergate-Skandal hineingezogen, als dieser Spenden von 100.000 $ zurückhielt, die zu einer zentralen Rolle in der Watergate-Affäre wurden. Nixon verlegte daraufhin seinen Urlaubssitz in die Nähe von Rebozos Haus und verbrachte viel Zeit mit ihm.

### Senator

#### Aufstieg zum Senatoren-Kandidat
Smathers war ein überzeugter Anhänger Harry S. Trumans („I always was a Truman man.“) und als dieser ihn bat, gegen Claude Pepper, den amtierenden Senator von Florida, anzutreten, kam Smathers seinem Wunsch nach und forderte Pepper in der Primary (Vorwahl) der Demokratischen Partei im Jahre 1950 heraus.
Pepper, ein enger Vertrauter Franklin D. Roosevelts und Befürworter von dessen New-Deal-Politik gehörte dem US-Senat seit dem Jahre 1936 an. Pepper war ein Sprecher der liberalen Kräfte im Senat und arbeitete eng mit den Gewerkschaften zusammen. Außenpolitisch trat er für freundschaftliche Beziehungen zur Sowjetunion ein. Als Claude Pepper sich 1950 wiederum um einen Sitz im US-Senat bewarb, trat George Smathers gegen ihn an. Smathers gab sich als rabiater Antikommunist und überzog Pepper mit einer beispiellosen Schmutzkampagne. Es war der Beginn der so genannten McCarthy-Ära. Für Smathers war Claude Pepper bereits deshalb ein „Red“ („Roter“), „Red Pepper“, weil dieser den Einsatz und die großen Verluste der Sowjetunion während des Zweiten Weltkriegs anerkannte, in die UdSSR gereist, mit Stalin gesprochen hatte und die so genannte Truman-Doktrin ablehnte. Zeitungen, die Smathers unterstützten, brachten auf ihren Titelseiten Schlagzeilen, in denen Claude Pepper als „Pinko“ („Rosaroter“) („Pinko Senator Pepper“) verleumdet wurde und Smathers brachte ein so genanntes „The Red Book of Senator Claude Pepper“ in Umlauf. Den Einsatz Peppers für eine umfassende, sämtliche Bürger der USA einschließende, adäquate Gesundheitsversicherung und -versorgung wurde von Smathers diskriminiert, um sämtliche Bereiche der USA zu verstaatlichen.

“When they socialize the doctors, then they will socialize the lawyers. Then next they will socialize insurance men, and when they socialize the insurance men, the farmer will be next. They plan to socialize everybody.”

„Erst verstaatlichen sie die Ärzte, dann die Rechtsanwälte. Als nächstes werden sie dann die Versicherungsvertreter verstaatlichen, und haben sie die Versicherungsvertreter verstaatlicht, sind als nächstes die Farmer dran. Sie planen alles und jeden zu verstaatlichen.“

Seine konservative, weiße Wählerschaft „bediente“ Smathers in ganz besonderer Weise, indem er Claude Pepper einen „Nigger-lover“ nannte, allein weil dieser schwarzen Amerikanern die Hand reichte und für die Abschaffung der Rassentrennung eintrat. Für Smather reichte bereits ein Foto, auf dem Pepper zusammen mit dem von McCarthys „Komitee für unamerikanische Umtriebe“ als Kommunist gebrandmarkten schwarzen Künstler Paul Robeson abgebildet war, um ihn als „Nigger-Communist“ zu beschimpfen.

“The dirtiest in the history of American politics.”

„Der schmutzigste Wahlkampf in der Geschichte der amerikanischen Politik.“

#### Endgültiger Sieg Smathers’ über Pepper und seine Senatorenlaufbahn
Doch Smathers wurde gewählt und vermochte Claude Pepper mit einer hauchdünnen Mehrheit von 60.000 Stimmen zu verdrängen. So wurde Smathers 1951 selbst Senator des Bundesstaats Florida, was er dann bis 1969 – dem Jahr seines Ausscheidens aus der Politik – auch blieb. In einem Interview im Jahre 1974 erklärte Claude Pepper seine damalige Abwahl (und das Scheitern einer ganzen Reihe weiterer Senatoren der Demokratischen Partei) mit folgenden Worten:

“And by 1950, there were six, I'm speaking of the whole country now, there were six senior Senators defeated. I was one of them. And the basic issue was National Health Insurance, civil rights, liberal attitudes favoring labor, minimum wage and all that sort of thing. Adequate hospital and medical care for the people, those things were basically the issues. And of course, the McCarthy stuff was simply the coloration of it. It was an excuse, it was simply a manifestation of that extreme right-wing conservative attitude that was beginning to grow stronger and stronger. And since that time, we have seen more Republicans elected…”

„1950 wurden sechs, ich spreche jetzt von den gesamten USA, wurden sechs amtierende Senatoren abgewählt. Ich war einer von ihnen. Hauptsächlich ging es um eine alle Bürger umfassende Krankenversicherung, Bürgerrechte, um eine aufgeschlossenere Haltung gegenüber der Arbeiterschaft und deren Unterstützung, Mindestlöhne, all das. Ausreichende medizinische Versorgung für die Menschen. Darum ging es im Grunde. Und dann natürlich der McCarthy-Kram, der noch eins draufsetzte. Es war vorgeschoben, es war einfach Ausdruck dieser extrem rechtslastigen konservativen Haltung, die (damals) begann stärker und stärker zu werden. Denn seit dieser Zeit wurden immer mehr Republikaner gewählt …“

### Unterzeichner des "Southern Manifesto"
Im Jahr 1956 unterzeichnete Smathers das so genannte „Southern Manifesto“ („Manifest der Südstaaten“) vom 12. März 1956. Mit diesem „Manifest“ versuchten insgesamt 96 Politiker (19 Senatoren und 77 Mitglieder des Repräsentantenhauses aus Alabama, Arkansas, Florida, Georgia, Louisiana, Mississippi, North Carolina, South Carolina, Tennessee, Texas und Virginia) ein Urteil des US-Supreme Courts (des Obersten Gerichtshofs der Vereinigten Staaten) aus dem Jahre 1954 (Brown v. Board of Education), mit dem die Rassenschranken an öffentlichen Schulen aufgehoben wurden, wieder auszuhebeln. Nach einer Sammelklage betroffener Eltern im Bundesstaat Kansas gegen die damals noch vorgeschriebene Rassentrennung an staatlichen Grundschulen, hatte der Supreme Court mit seinem Grundsatzurteil vom 17. Mai 1954 diese Rassentrennung in den gesamten USA aufgehoben, da sie eine Verletzung des Gleichheitsgrundsatzes, wie sie im 14. Zusatzartikel der amerikanischen Verfassung vorgegeben war, darstellte.
Diese Grundsatzentscheidung markierte das Ende der rechtlich sanktionierten Rassentrennung an staatlichen Schulen in den Vereinigten Staaten. Ein Jahr später, am 31. Mai 1955, wurde überdies vom Obersten Gerichtshof beschlossen, dass die Integrierung der öffentlichen Schulen "with all deliberate speed" („in angemessener Eile“) durchgeführt werden solle. Ein weiteres Jahr später, am 5. Mai 1956, dehnte der Oberste Gerichtshof das Verbot der Rassentrennung auch auf solche Schulen und Universitäten aus, die mit öffentlichen Mitteln subventioniert wurden. Smathers und die anderen Unterzeichner des "Southern Manifesto" vermochten diese Entwicklung nicht zu akzeptieren.

### Gegner desCivil Rights Actvon 1964
Wie viele andere Mitglieder der Demokratischen Partei aus den Südstaaten, richtete auch Smathers sein politisches Vorgehen nach der weißen, konservativen Wählerschaft aus, von der er getragen wurde und die sich jeder Veränderung verschloss. Er stimmte gegen den Civil Rights Act of 1964, ein Gesetz, welches diskriminierende Wahltests für Afroamerikaner für ebenso illegal erklärte, wie die Rassentrennung in öffentlichen Einrichtungen wie Restaurants, Kinos, Hotels, Sportstadien, Bussen und Sanitäreinrichtungen. Außerdem bevollmächtigte es das Justizministerium, dieses Gesetz durchzusetzen, was nämlich nach den vorherigen Bürgerrechtsgesetzen 1957 und 1960 kaum geschehen war.

### Gegner desVoting Rights Actvon 1965
Hatte das Bürgerrechtsgesetz vom 2. Juli 1964 die Lage der schwarzen Amerikaner auch deutlich verbessert, so war ihre Diskriminierung bei den Wahlvorgängen damit keineswegs beseitigt. Nach dem geltenden Wahlrecht, durften nur solche Bürger ins Wählerverzeichnis aufgenommen werden, die einen Lesetest erfolgreich absolviert hatten. Dieser Analphabetismus-Test wurde – insbesondere in den Südstaaten – dafür benutzt, ärmere, schlecht ausgebildete schwarze Amerikaner systematisch von den Wahlen auszuschließen. Die Gleichheit des Wahlrechts war jedoch eine der Hauptforderungen der Bürgerrechtsbewegung. Lyndon B. Johnson reagierte auf deren Druck. Das von ihm am 17. März 1965 in den Kongress gegebene und am 6. August 1965 dann endgültig verabschiedete Gesetz namens Voting Rights Act sollte die gleiche Beteiligung von Minderheiten an US-Wahlen sicherstellen. Es schaffte den Analphabetismus-Test für Wähler ab und ermächtigte Bundesbeamte dort einzugreifen, wo man den Schwarzen das Recht verweigerte, sich in die Wählerlisten einzutragen oder zu wählen. In bestimmten Gebieten der USA wurde die Registrierung der Wähler von nun an den Bundesbehörden übertragen, um eine Gerechtigkeit zu gewährleisten. Martin Luther King wurde für seine Bemühungen um das Zustandekommen dieses Gesetzes 1964 mit dem Friedensnobelpreis ausgezeichnet.
Im Jahre 1989 sagte Smathers, warum er und andere Senatoren der Südstaaten sich den Bürgerrechtsgesetzen so vehement widersetzt hatten:

“There wasn't any doubt that before 1964 if Spessard Holland – Florida’s other senator – or I had voted for civil rights […] you couldn't do it and survive. It’s inevitable that blacks are going to have every right that the whites have, and they should.”

„Es besteht überhaupt kein Zweifel daran, dass wenn Spessard Holland – der zweite Senator von Florida – oder ich vor 1964 Bürgerrechten zugestimmt hätten, […] wir das politisch nicht überlebt hätten. Es ist unvermeidlich, dass Schwarze sämtliche Rechte bekommen werden, die Weiße haben, und sie sollten sie auch bekommen.“

Das Wort „unvermeidlich“ im obigen Zitat macht deutlich, dass er Grundrechte nur gewährte, weil er die Emanzipation der schwarzen Amerikaner nicht hatte verhindern können. Seine Gegner ließen diese Entschuldigung daher auch nicht gelten und nannten ihn auch weiterhin einen Rassisten.

### Präsidentschaftswahlkampf
Während des Präsidentschaftswahlkampfes 1960 war Smathers in dem engeren Auswahlkreis der Demokraten gekommen, musste sich jedoch seinem Parteifreund John F. Kennedy geschlagen geben, dessen Wahlkampf im Südosten der Staaten er später leitete.

### Kalter Krieger
In seiner Zeit als junger Kongressabgeordneter gehörte Smathers dem Foreign Affairs Committee (Ausschuss für Auswärtige Angelegenheiten) an und unternahm mit John F. Kennedy – der dem Ausschuss ebenfalls angehörte – zahlreiche Reisen nach Europa und Lateinamerika. Es war die Zeit, in der Stalin begann, die durch die Rote Armee geschaffene Einflusssphäre zu konsolidieren, die die Hegemonie der UdSSR über die osteuropäische Region festigte, da ihm dies – aufgrund der Erfahrungen der Zwischenkriegszeit, dann des Zweiten Weltkriegs – als unabdingbare Voraussetzung für die sowjetische Sicherheit erschien. Die USA, damals unumstrittene Führungsmacht der so genannten westlichen Welt, reagierten auf die zunehmende Ausbreitung und Akzeptanz der kommunistischen Idee mit der „policy of containment“ (Eindämmungspolitik) (Truman/Kennan). Am 12. März 1947 hatte Truman vor dem Kongress verkündet, dass sich nunmehr jede Nation zwischen „zwei Lebensformen“, zwischen „freier Welt“ und „totalitärer Welt“ entscheiden müsse und den so genannten „Kalten Krieg“ eingeläutet. Schon unter Dwight D. Eisenhower und John Foster Dulles wurde dieses – den status quo noch bedingt akzeptierende – außenpolitische Konzept von der „policy of roll back“ (dem aggressiven Zurückdrängen des sowjetischen Einflusses) abgelöst.

#### Engagement für Lateinamerika
Smathers trat in dieser Zeit der Ost-West-Konfrontation für eine größere Beachtung des so genannten „Hinterhofs“ der USA ein, nämlich der zentral- und südamerikanischen Staaten, und für eine stärkere Ausrichtung des US-Handels auf diese Länder. Seine Bemühungen für die Entwicklung dieser Region brachte ihm unter anderem den Beinamen „Senator from Latin America“ ein. Smathers befürwortete die Unterstützung und den Aufbau, also die stärkere Anbindung der lateinamerikanischen Staaten an die Vereinigten Staaten, keineswegs selbstlos, sondern eher als Schutz vor der Ausbreitung der kommunistischen Ideen. Nachdem Fidel Castro Anfang 1959 nach zweijährigem Partisanenkampf in Kuba den Diktator Fulgencio Batista verdrängt hatte und die USA dadurch ihren Einfluss vollständig verloren hatten, war Smathers einer der ersten, der in diesem Wandel eine kommunistische Bedrohung erblickte und sich für den Sturz Fidel Castros starkmachte:

“We have a moral as well as a legal responsibility to pursue a policy that will lead to Castro’s downfall.”

„Wir haben eine moralische, aber auch eine legale Verpflichtung, eine Politik zu verfolgen, die zu Castros Sturz führt.“

Nicht zuletzt ging Smathers Engagement hier auf den Einfluss Charles Gregory „Bebe“ Rebozos zurück, der Investitionen zur Zeit Batistas in Kuba getätigt hatte und mit dem Smathers nicht nur starke freundschaftliche Gefühle, sondern auch zahlreiche geschäftliche Interessen verbanden. In seinem Buch Testing the Limits: George Armistead Smathers and Cold War America beschreibt Brian Crispell Smathers als Inbegriff des „Kalten Kriegers“, der von der Eindämmungspolitik und der Domino-Theorie vollständig durchdrungen war und der diese Vorstellungen mit seiner Lateinamerika-Politik, später in seiner rückhaltlosen Unterstützung des Vietnam-Krieges zu verwirklichen suchte.

## Rückzug aus der Politik
Bei der Wahl 1968 verzichtete Smathers auf ein nochmaliges Antreten, schied zum 3. Januar 1969 aus dem Senat aus und zog sich vollständig aus der Politik zurück. Trotz seiner Popularität und vieler Stimmen, die ihn von seinem Entschluss abzubringen versuchten, blieb er bei seiner Entscheidung. Er versuchte sich von nun an als Geschäftsmann, erwarb eine Orangenplantage und handelte später mit Autos. Kurze Zeit darauf wurde seine Ehe mit Rosemary Townley geschieden. Im Jahr 1972, ein Jahr nach der Scheidung, heiratete Smathers Carolyn Hyder, die fünf Jahre lang seinem Arbeitsteam angehört hatte. Im Jahr 1991 vermachte er der Bibliothek der University of Florida die Summe von 20 Millionen Dollar, die daraufhin in George A Smathers Library umbenannt wurde. Später spendete er weitere zehn Millionen der Universität Miami. 2002 blockierte die demokratische Kongressabgeordnete Carrie P. Meek den Plan, das neuerrichtete Gebäude des Bundesgerichts von Miami nach Smathers zu benennen. „Ich kann mich noch gut an jene Zeit erinnern. Ich habe die Rassentrennung noch erlebt und ich kenne auch den Preis, den so viele dafür zahlen mussten“, begründete die damals 76-Jährige die Verweigerung ihrer Zustimmung. Der Smathers Beach in Key West ist nach ihm benannt.
George Smathers war zur Zeit seines Todes der älteste noch lebende ehemalige Senator. Diese Position nahm anschließend der Senator aus West Virginia Robert Byrd ein.

## Trivia
Smathers ist mit einer kurzen Ansprache zum Thema "Organisierte Kriminalität" zu Beginn des Kriminalfilms Ausgeräuchert (Originaltitel: The Miami Story) aus dem Jahr 1954 zu sehen.